# Gaudent
Gaudent é uma comuna francesa na região administrativa de Occitânia, no departamento dos Altos Pirenéus. Estende-se por uma área de 1,57 km². Em 2010 a comuna tinha 36 habitantes (densidade: 22,9 hab./km²).